# Cattleya (entreprise)
 (novembre 2019).
Cet article concerne la maison de production. Pour le genre d'orchidée, voir Cattleya.
Cattleya est une maison de production cinématographique italienne, fondée en 1997 par Riccardo Tozzi.  Elle produit essentiellement des longs métrages et des séries.

## Histoire
En 1986 Tozzi est engagé par Mediaset pour créer une structure de production de téléfilms, de documentaires et de séries. 
En 1997, Tozzi quitte Mediaset pour fonder sa propre maison de production, Cattleya. Elle devient rapidement[Quand ?] la plus importante maison de production cinématographique indépendante d'Italie.[réf. nécessaire]
Depuis octobre 2017, la société anglaise ITV Studios détient la majorité (51% ) des parts de l'entreprise, Tozzi en détient 49 %.

### Les «thrillers mafieux»: la clé du succès
Cattleya a acquis une renommée internationale après avoir produit les séries de thrillers Romanzo criminale, Suburra et Gomorra.[réf. souhaitée] Ces séries télévisuelles ont toutes tirées de best-sellers littéraires, eux-mêmes nés de faits divers. Une particularité de ces séries est que les récits sont racontés du point de vue des criminels. En mettant l’accent sur la psychologie et l’âme des personnages, la frontière entre réalité et fiction devient si ténue qu'on les a accusées de « glorifier » les chefs de clan.
Romanzo criminale a été diffusée en français en 2009 sur Canal+, puis, à partir du 26 octobre 2011, sur TPS Star. Suburra est en diffusion française sur Netflix. Gomorra a été diffusée sur Arte et sur Canal+ en 2015.

## Production

### Longs métrages (sélection)
- 1998 : Matrimoni de Cristina Comencini
- 1999 : Un thé avec Mussolini (Un tè con Mussolini) de Franco Zeffirelli
- 2001 : Mers tropicales (Mari del sud) de Marcello Cesena (it)
- 2002 : Hotel de Mike Figgis
- 2002 : El Alamein - La linea del fuoco de Enzo Monteleone
- 2005 : Romanzo criminale de Michele Placido
- 2005 : La Bête dans le cœur (La bestia nel cuore) de Cristina Comencini
- 2006 : Perversion (Mare nero) de Roberta Torre
- 2007 : Mio fratello è figlio unico de Daniele Luchetti
- 2009 : Le ombre rosse (it) de Francesco Maselli
- 2009 : Question de cœur (Questione di cuore), de Francesca Archibugi
- 2010 : La donna della mia vita de Luca Lucini
- 2010 : La nostra vita de Daniele Luchetti
- 2010 : Quando la notte de Cristina Comencini
- 2010 : Un altro mondo (it) de Silvio Muccino
- 2012 : ACAB - All Cops Are Bastards de Stefano Sollima
- 2012 : Piazza Fontana (Romanzo di una strage) de Marco Tullio Giordana
- 2013 : Le Clan des gangsters (Educazione siberiana) de Gabriele Salvatores
- 2015 : Suburra de Stefano Sollima
- 2019 : L'Immortel (L'immortale) de Marco D'Amore

### Séries
- 2004 : Luisa Sanfelice, régie : Paolo Taviani et Vittorio Taviani
- 2005 : Dalida, régie : Joyce Buñuel
- 2006 : Codice rosso, régie : Riccardo Mosca et Monica Vullo
- 2008-2010 : Romanzo criminale (la série), régie : Stefano Sollima
- 2009 : Occhio a quei due, régie : Carmine Elia
- 2009 : Tutta la verità, régie : Cinzia TH Torrini
- 2010-2013 : Rossella, régie :  Gianni Lepre
- 2014 : La strada dritta, régie : Carmine Elia
- 2015 : Ragion di Stato, régie : Marco Pontecorvo
- 2015 : Grand Hotel
- 2014 : Gomorra (la série)
- 2015 : Tutto può succedere
- 2017 : Suburra (la série)
- 2018 : Nero a metà
- 2023 : Django